# Medgidia
Medgidia (Turks: Mecidiye) is een stad in het district Constanța en ligt aan het Donau-Zwarte Zeekanaal. De stad heeft ongeveer 45.000 inwoners.
Medgidia is genoemd naar de stichter van de stad, de Ottomaanse sultan Abdul Medjid, die het heeft gesticht in 1860.

## Geografie
Medgidia ligt in het zuidoosten van Roemenië, in de regio Dobroedzja.
Een vliegveld is nabij (Mihail Kogălniceanu Airport), je kunt de stad bereiken per boot, en via een van de belangrijkste wegen van Roemenië, de Nationale weg 22c en 3.
Momenteel wordt de A2 als Autostrada Soarelui aangelegd van Boekarest (via Medgidia) naar Constanța. De A2 gaat parallel lopen met de Nationale weg 22c 3.
De oplevering van de weg is voorzien in 2009.

## Bevolking
- 1977: 40.328
- 1992: 46.657
- 2002: 43.841
- 2003: 44.850

## Toeristische attracties
- De Orthodoxe kerk, genaamd Sfînții Petru și Pavel
- Monument voor de Servische vechtershelden van de Eerste Wereld Oorlog, deze vochten aan de kant van de geallieerden.
- Monument Abdul Medjid